# Miranorte
Miranorte is een gemeente in de Braziliaanse deelstaat Tocantins. De gemeente telt 12.231 inwoners (schatting 2009).